# Veniamin Nistor
Veniamin Nistor (născut Virgil Nistor; n. 10 februarie 1886, Arpătac, Comitatul Trei Scaune, Austro-Ungaria - d. 5 februarie 1963, Alba Iulia, România) a fost un episcop al Episcopiei Caransebeșului. Anterior, la 1 decembrie 1918, a fost deputat în Marea Adunare Națională de la Alba Iulia, organismul legislativ reprezentativ al „tuturor românilor din Transilvania, Banat și Țara Ungurească”, cel care a adoptat hotărârea privind Unirea Transilvaniei cu România.:p. 77

### Familia
Virgil Nistor s-a născut în comuna Arpătac din Comitatul Trei Scaune, Austro-Ungaria (astăzi Araci, comuna Vâlcele din județul Covasna), fiind al treilea copil al preotului Dionisie Nistor.
Fratele cel mai mare, Aurel Nistor, a studiat la Academia Teologică „Andreiana” din Sibiu și a fost protopop în Sfântu Gheorghe și Brașov. Totodată el s-a făcut cunoscut ca un întemeietor al unor asociații culturale și profesionale și ca un excelent organizator al vieții comunitare, bucurându-se de prietenia unor personalități ale vremii precum Nicolae Iorga, Octavian Goga și Vasile Goldiș. Aurel Nistor a participat, ca președinte al Comitetului Național Român din Araci, la Marea Adunare Națională de la Alba Iulia din 1 Decembrie 1918.
Cel de-al doilea frate, Pompiliu Nistor, a urmat cursurile liceale la Școalele Centrale Române greco-ortodoxe din Brașov, apoi Facultatea de medicină din Budapesta, unde în ultimul an de studenție (1906-1907), a fost ales președinte al Societății „Petru Maior”.
Înrolat în Armata Austro-Ungară în anul 1914, el a servit ca medic cu gradul de locotenent pe Frontul de Răsărit din Galiția, unde a căzut prizonier la ruși. Continuându-și activitatea de medic în lagăre de prizonieri din Siberia (Bașkiria și Novonikolaevsk), el s-a remarcat în activitatea de organizare a Primului Corp al Voluntarilor Români din Rusia, precum și în aceea de inițiere și de redactare a Declarației de la Darnița.
Mezinul familiei, Dionisie, a studiat la Universitatea din Budapesta și la cea din Jena, a ajuns profesor la Școalele Centrale Române greco-ortodoxe din Brașov, dar a murit în război la doar 24 de ani. El a fost înmormântat în Galiția, lângă capela din Comarno, în apropierea locului unde a fost omorât, și a fost decorat post-mortem cu medalia de argint clasa I pentru vitejie.

## Studii
După absolvirea Școalelor Centrale Române greco-ortodoxe din Brașov, Virgil Nistor a urmat Institutul Teologic Andreian din Sibiu, apoi, timp de doi ani, Facultatea de Litere și Filosofie din București.

## Viața și activitatea
În anul 1913, Virgil Nistor a intrat în rândul clerului, fiind hirotonit de Mitropolitul Ardealului Ioan Mețianu. Primii doi ani a fost cancelist practicant la Arhiepiscopia ortodoxă română din Sibiu, apoi un an „spiritual” la Seminarul teologic „Nifon” din București.
Virgil Nistor a făcut Primul război mondial ca preot militar cu rang de căpitan al Armatei austro-ungare. După război, el a fost timp de un an șef de serviciu la Resortul Cultelor din Consiliul Dirigent al Transilvaniei, apoi secretar și asesor al Episcopiei Ortodoxe Române din Cluj. Din anul 1922 a condus secretariatul Arhiepiscopiei Sibiului, având calitatea de consilier eparhial cu atribuții administrative și economice, devenind un colaborator apropiat și prieten al Mitropolitului Nicolae Bălan.
În această perioadă a activității sale, Virgil Nistor a avut și o activitate publicistică, fiind un colaborator constant al revistelor Telegraful Român, Revista Teologică, Revue de Transilvanie. A scris și a publicat la editura Arhiepiscopiei Sibiului câteva lucrări, precum: „Confesionalism politic “, „Bugetul cultelor pe anul 1931“, „Să se facă dreptate“, „Să înceteze confesionalismul politic“.
În 7 aprilie 1940, la Mănăstirea Căldărușani, Virgil Nistor a intrat în cinul monahal, primind numele Veniamin. În vara aceluiași an a fost ridicat la treapta de Arhimandrit, iar pe 3 iunie 1941, Colegiul Electoral Bisericesc l-a ales episcop al Eparhiei ortodoxe române a Caransebeșului.
V. Nistor a fost membru al adunării eparhiale și al congresului național bisericesc al Mitropoliei Ardealului, al diferitelor asociații și instituții bisericești culturale, precum Asociația clerului ortodox „Andrei Șaguna" din Transilvania și  Reuniunea română de muzică „Gheorghe Dima“.
În februarie 1949 Nistor a fost scos la pensie de autoritățile comuniste, iar Episcopia Caransebeșului a fost desființată printr-un decret de stat, prin contopirea acesteia cu Arhiepiscopia Timișoarei.
De atunci și până la moartea sa, Veniamin Nistor a fost stareț al Mănăstirii „Sfânta Treime” (Catedrala Reîntregirii) din Alba-Iulia. Având aici domiciliu forțat, el și-a petrecut ultimii ani ai vieții studiind istoria mănăstirilor românești, precum și operele de artă bisericească și națională păstrate de acestea. Tot în această perioadă a scris monografia comunei sale natale, Araci, păstrată în manuscris. Acest studiu etnografic și folcloric privind localitatea Araci a fost publicat ulterior în anuarul Angvstia al Centrului Ecleziastic de Documentare „Mitropolit Nicolae Colan” și al Muzeului Național al Carpaților Răsăriteni.
Virgil (Veniamin) Nistor murit în data de 5 februarie 1963 și a fost înmormântat la Mănăstirea „Sfântul Ioan Botezătorul” din Alba Iulia. La 25 iulie 2019, osemintele fostului episcop au fost deshumate, iar o delegație a Episcopiei Caransebeșului a adus sicriul cu rămășițele lui la Caransebeș în data de 27 iulie. Aici, la biserica necropolă a Episcopiei, în cadrul unei ceremonii la care au participat reprezentanți ai Episcopiei Caransebeșului a avut loc reînhumarea episcopului Veniamin Nistor, alături de episcopii Ioan Popasu și Emilian Birdaș.

## Activitatea politică
Ca deputat în Adunarea Națională din 1 decembrie 1918, Virgil Nistor a fost reprezentantul Reuniunii de cântări din Arpătac (comitatul Trei Scaune).